# Черноризец Храбър
 Тази статия е за личност.  За награди за журналистика „Черноризец Храбър“ вижте Черноризец Храбър (награда).  
Черноризец Храбър (на старобългарски: Чрьноризьць Храбръ) е средновековен български духовник и писател.

## Биография
Черноризец Храбър (буквално „храбър монах“, въпреки че „Храбър“ може да е собствено име) е книжовник който работи в Преславската книжовна школа в края на 9 и началото на 10 век. За него няма биографична информация, но името му често се смята за псевдоним, използван от някой от другите изявени представители на школата или дори от самия цар Симеон I. Автор е на апологичния трактат „Сказание о писменех“, което днес се превежда като „Сказание за буквите“ или само „За буквите“.
Черноризец Храбър (както и редица други средновековни български автори) е открит за науката от руски слависти. За първи път трактатът „За буквите“ се появява в печатен вид в т.нар. „Острожки буквар“ на Иван Фьодоров (украинец, Острог, 1578 г.) без споменаване на автора и под заглавие „Сказание, как составил св. Кирилл Философ азбуку для славянского языка и книги перевел с греческого на славянский язык“; повторно е напечатан също в буквар (Вилно, 1621 г.). През XVII и XVIII в. текстът на трактата се препечатва многократно, но все под анонимна редакция: варианти се изработват в Москва (1637 г.), Санкт Петербург (1776 г.) и Супрасъл (1781 г.).
Името на Черноризец Храбър е открито от К. Ф. Калайдович, който намерил т.нар. „Лаврентиевски сборник“ (български ръкопис от 1348 г., от времето на цар Иван-Александър), където намерил списък, съдържащ по-стара редакция на произведението със заглавие: „О писменехь чръноризца храбра“. Калайдович я е публикувал в забележителната си книга Иоанн, экзарх Болгарский (Москва, 1824 г.) с палеографски снимки.
„За буквите“ е едното от двете произведения в старобългарската литература, заедно с „Беседа против богомилите“ от Презвитер Козма, които са изградени в завършен полемически стил и дават значителна представа за епохата.
Това популярно и единствено известно произведение на Черноризец Храбър е посветено на защитата на славянската писменост от влиянието на чуждите, най-вече византийските среди, и техните поддръжници в България.
Името Черноризец Храбър всъщност трябва да се преведе просто като монаха (носещ черна риза) Храбър. Това показва, че макар и доста ерудиран, писателят е бил духовник с обикновен сан (монах е най-ниската степен в йерархията на черното духовенство). В същото време точно неговата образованост дава основание на изследователите да предположат, че той е висш аристократ, приел службата в църквата. Някои историци предполагат, че това е литературен псевдоним на цар Симеон Велики от времето, когато е бил монах, преди да заеме престола, и че той е ползвал този псевдоним и по-късно. Вероятната причина за създаването на произведението „За буквите“ е Преславският църковно-народен събор от 893 г., на който славянската азбука и славянобългарският литературен език са официално узаконени в богослужението и в дейността на държавните институции, а Симеон е коронясан за владетел, след като е освободен от монашеския обет.
Според проф. Трендафил Кръстанов старобългарските автори Йоан Екзарх и Черноризец Храбър са една и съща историческа личност.
Преславският църковно-народен събор от края на 893 или началото на 894 г. е едно от най-значимите събития в епохата на Първата българска държава и на княз Борис I, на който се решава следното:
1. Княз Владимир да бъде детрониран и на престола да се възкачи брат му Симеон. Във връзка с това е приета промяна в принципа на унаследяване княжеската власт, съгласно която владетелят може да бъде наследен от своя брат. Дотогава единствено синът на владетеля е приемник на престола. Промяната е отразена от Йоан Екзарх в неговия Шестоднев.
2. Столицата на България да бъде преместена от Плиска в Преслав.
3. Византийското духовенство в страната да бъде прогонено и заменено с български клирици. Известно е, че през 893 г. Климент Охридски става епископ на Драгвиста и/или Велица.
4. Българският език да замени гръцкия в богослужението. С това той става официален език на българската държава.

## Научни спорове относно личността на Черноризец Храбър
Повечето български учени, са единодушни, че Черноризец Храбър е псевдоним. По въпроса обаче на кого е този псевдоним, далеч няма единомислие.  Дълго време най-застъпваната теза бе, че Черноризец Храбър е цар Симеон Велики.  В по-ново време, обаче доста учени и общественици са на мнение, че под този псевдоним, по-скоро се крие  Константин Преславски, още повече, че неговият стил ("Проглас към евангелието") е доста близък до този в "За буквите"; освен това той самият притежава съответният духовен сан (викариен епископ на Преслав), а под думата "черноризец" обикновено се предполага "монах" или "духовник".  Съществува и концепция, че Черноризец Храбър е съвсем самостоятелна личност, която няма нищо общо нито със цар Симеон, нито с някой от учениците на св.св. Кирил и Методий. 
Съществува възможността Черноризец Храбър да не е име или псевдоним, съответно под това име/псевдоним да не е указан авторът на трактата "За буквите", а неизвестният автор на произведението със задаването на такова заглавие „О писменехь чръноризца храбра“ (буквално преведено на днешен български език като "за буквите на храбрия черноризец") е искал да обозначи, че трактатът се отнася за буквите на  Константин-Кирил Философ. Същият е създал буквите, защитавал ги е "храбро", например пред римския папа, изобличавайки триезичната ерес и е починал като монах, тоест "черноризец", поради което същият е обозначен като храбър черноризец. В средновековието е било необичайно някой да посочва името си при създаването на дадена творба, тъй като противоречи на християнските добродетели, в случая е знак на липса на смирение. Още по-странно както за онази епоха, така и в днешно време, е някой да посочи името/ псевдонима си в заглавието на произведението.
Споровете относно личността на Черноризец Храбър продължават и до днес.

## Творчество
В литературата съчинението „За буквите“ от Черноризец Храбър се причислява към ораторската проза. То представлява публицистична полемика – апология на славянската писменост. Авторът уверено оборва неоснователните тези, че между славянската и гръцката азбука уж имало принципна разлика по отношение на възникването им и че гръцкото четмо имало предимства пред славянското. Черноризец Храбър опровергава твърденията на триезичниците, като остроумно съчетава богословски и исторически аргументи. Съумява да намери точни отговори на наболели въпроси, от които в конкретния исторически момент е зависела българската държавна, църковна и културна независимост.

## Признателност
Днес името на средновековния писател носят улици във Велики Преслав, София (Карта), Варна, Велико Търново, Русе, Враца, Монтана, Перник и други градове. Името му носи Варненският свободен университет, както и много училища из цялата страна.